# Храм Рождества Христова (Беседы)
Храм Рождества Христова — приходской православный храм в селе Бесе́ды Ленинского городского округа Московской области. Относится к Видновскому благочинию Подольской епархии Русской православной церкви.
Храм построен в 1598—1599 годах. Церковь является памятником архитектуры федерального значения.

## История
Согласно народной легенде, накануне Куликовской битвы великий князь Дмитрий Донской на берегу реки Москвы собрал «беседу», то есть военный совет. Здесь князья и воеводы разработали план сражения, и осенью 1380 года разгромили ордынцев. Вернувшись в Москву, в память о славной победе Дмитрий Донской распорядился на том месте, где он собирал совет, поставить церковь Рождества Христова. Село стало называться Беседы.
Достоверно время появления первого храма на этом месте неизвестно. Сведения о церкви Рождества Христова имеются с конца XVI века. Нынешняя каменная церковь была построена в 1598—1599 годах Годуновыми. Годуновы, будучи приближёнными царя, получали привилегии и богатые дары, в том числе лучшие подмосковные земли и поместья. Дмитрий Иванович Годунов получил село Беседы с прилежащими землями. В Пискарёвском летописце записано: «Да по челобитью же Дмитрея Ивановича Годунова поставлен храм камен Рожество Пресвятые Богородицы с пределы в вотчине его, в селе в Беседах, двенатцать вёрст от Москвы, вниз по Москве реке, да и плотину каменную зделал». Следов плотины теперь не видно — её скрыл Бесединский гидроузел и построенные в XIX веке шлюзы Московско-Окского водного пути. Летописное сообщение не содержит указания на конкретный год, поэтому храм может датироваться периодом между 1584 и 1598 годами. Кроме престола в честь Рождества Христова имелись приделы, освящённые во имя небесных покровителей Дмитрия Годунова — великомученика Димитрия Солунского и царя Фёдора Ивановича — великомученика Феодора Стратилата, а также во имя преподобного Феодосия Печерского.
Первоначальные приделы не сохранились. Они были разобраны, а в XIX веке выстроены новые, уже с другими посвящениями. От XVI века имеется лишь центральный объём храма, сохранившийся почти в первоначальном виде.
После смерти царя Бориса Годунова последовало падение всего рода Годуновых, затем — Смута, неурожай, эпидемия холеры, голод и интервенция поляков. По всей стране многие храмы были сожжены, другие стояли «без пения». Возможно, то же происходило и с церковью Рождества Христова в Беседах.
С 1619 года село принадлежало боярину Дмитрию Тимофеевичу Трубецкому (главе Земского правительства в 1611—1613 годах). Согласно писцовым книгам, в селе Беседы церковь каменная «верх шатром, строенье вотчинниково, у церкви во дворе поп Иван Иванов, во дворе церковный дьячок Якушка Онисимов, во дворе пономарь Митрошка Иванов». Село в то время было небольшим и бедным. В вотчине «жены боярина князя Дмитрия Тимофеевича Трубецкого княгини Анны Васильевны, в селе был двор вотчинников», в котором жили деловые люди, двор скотный, двор прикащика, 7 дворов задворных и один двор крестьянский, людей в них 9 человек (в числе их конюх, пастух, рыболов и пчельник); «а владеет она княгиня Анна Васильевна тою вотчиною по жалованной грамоте 127 (1619) года». После смерти Анны Васильевны в 1646 году, спустя год после воцарения Алексея Михайловича, Беседы стали дворцовым селом, как и соседние Борисово и Остров.
Через Беседы проходил путь из Коломенского, где находился знаменитый дворец, в Остров — царскую резиденцию, лежащую в десяти километрах ниже по Москве-реке. Здесь были излюбленные места соколиной охоты, и пролегал путь в Николо-Угрешский монастырь. Алексей Михайлович посещал Остров, проезжая через Беседы, а иногда оставался в селе на службе. По свидетельству А. А. Мартынова в храме находилось царское место. Согласно Архиву московской дворцовой конторы, на период царствования Алексея Михайловича «Село Беседы, в нём церковь каменная во имя Христова Рождества. 4 двора церковных причетников…». Возможно, после перехода храма в Дворцовый приказ в нём была произведена какая-то перестройка или ремонт, поскольку в алтаре ещё в XIX веке сохранялся крест с подписью «Освящена церковь Рождества Христова в лето 7161 (1653) года при державе Благоверного и Христолюбивого государя нашего, царя и великого князя Алексея Михайловича, всея России самодержца, при святейшем патриархе Никоне Московском и всея Руси, святил церковь протопоп Макей села Коломенского мая во 8 день». О внимании царя к храму свидетельствуют два царских вклада — богослужебные книги: напрестольное Евангелие, напечатанное в Москве в 1658 году, на листах которого царской рукой написано: «…В лето 7176, августа в 31 Великий государь царь и Великий князь Алексей Михайлович всея малыя и велия России Самодержец пожаловал сию книгу Евангелие напрестольное в бархатели с евангелисты медными, в переплёте, в Московский уезд, в своё Государево дворцовое село Беседы, в церковь Рожество Христова из Приказа большого дворца…» и Триодь Цветная с датой — 7179 (1671) год и подобной надписью по листам. Тогда же в храм были пожертвованы и другие богослужебные книги.
Середина XVII века стала временем расцвета Бесединского храма. Писцовые книги упоминают, что в 1646 году здесь служили два священника, дьячок, пономарь и просвирница. Во времена А. А. Мартынова — 1880-е годы — в храме ещё сохранялись предметы церковного убранства тех лет. На двух больших иконах были изображены лики тезоименитых святых семейства царя Алексея Михайловича: первой супруги Марии Милославской и детей, царевича Фёдора и царевен Ирины и Софии. На одной иконе — преподобного Алексия Человека Божия и преподобной Марии Египетской, а на другой — великомученика Феодора Стратилата и святых мучениц Ирины и Софии. Сохранялись также резные двери прежнего иконостаса. Всё перечисленное не дошло до нашего времени.
С 1700 года по повелению государя прекратилась выплата царской руги. Впредь священнику надлежало довольствоваться подаянием приходских людей. Писцовые книги содержат имена церковного причта: «при Церкви Рождества Христова были: священник Прокопий Антипов 1700—1717 гг., дьячок Спиридон Лазарев 1710—1717 гг., пономарь Косма Иванов 1717». Храм постепенно ветшал. В храме до настоящего времени сохранились старинные храмовые иконы XVIII века в золочёных окладах — Рождества Христова и святителя Николая с житием.
В 1765 году село Беседы и соседнее с ним село Остров с приписанными к ним деревнями и присёлками, в которых было 1500 душ крестьян, пожалованы графу Алексею Григорьевичу Орлову-Чесменскому «в вечное и потомственное владение» в обмен на данные ранее вотчины в Серпуховском уезде. Новые хозяева мало интересовались Рождественским храмом. Однако дочь Алексея Григорьевича Анна Алексеевна была очень набожной и, имея огромное состояние, в течение жизни пожертвовала 25 млн рублей на различные храмы и монастыри. При ней была перестроена и церковь в Беседах. В 1815 году были разобраны старинные паперти, и с южной стороны пристроен небольшой придел в честь пророка Илии. В 1820 году построен более обширный северный придел Покрова Пресвятой Богородицы. В 1827 году возведена трёхъярусная стройная колокольня в стиле позднего классицизма.
В конце XIX века внутри церкви была выполнена монументальная масляная роспись на штукатурной основе. В центральной части помещены евангельские сюжеты, самые крупные изображения на северной и южной стенах — Рождество Христово и Поклонение волхвов. Роспись Покровского придела связана с Богородичным циклом. В Ильинском приделе изображены сцены из жизни святого пророка Илии. В трапезной на центральном своде изображена многофигурная композиция, прославляющая Пресвятую Троицу. Первоначально двухъярусный иконостас главного придела в конце XIX века стал четырёхъярусным. В общих чертах к концу XIX столетия храм приобрёл тот вид, который сохранился до настоящего времени.
В 1900 году в храм был назначен псаломщиком будущий священномученик Алексий (Троицкий), причисленный к лику святых в 2005 году. В 1902 году он был рукоположён в диакона. В 1903 году Алексий был переведён в храм в честь Образа Нерукотворного Спаса в село Волынское Московского уезда и поселился в расположенной неподалёку деревне Давыдково. 19 июля 1920 года Алексий был рукоположён в священника к этому храму. В 1929 году отец Алексий был арестован по обвинению в поджоге храма, но после трёхдневного заключения освобождён за недоказанностью обвинения. В 1934 году храм в селе Волынском был закрыт властями. С 1935 года Алексий служил в Покровской церкви в Филях. 17 ноября 1937 года сотрудники НКВД арестовали Алексия, и он был заключён в Таганскую тюрьму в Москве. 23 декабря 1937 года Алексий прибыл в один из лагерей на Беломорско-Балтийском канале. 30 июля 1941 года он был отправлен в Кулойлаг в Архангельской области. 20 февраля 1942 года отец Алексий скончался в заключении и был погребён в безвестной могиле.
Последним клириком, служившим в Бесединском храме до 1937 года, был священник Константин Александрович Жасминов. Константин Александрович родился в 1898 году в селе Гремячево Кирсановского уезда Тамбовской губернии. Отца Константина арестовали, и впоследствии, 8 декабря 1937 года, по приговору тройки НКВД, он был расстрелян на Бутовском полигоне. В 1930-е годы храм в Беседах был закрыт. В его нижнем помещении и на прилегающей к нему обширной площади организовано овощехранилище находившегося неподалёку совхоза имени Ленина.
Во время Великой Отечественной войны в 1943 году храм был передан в пользование верующим и стал одним из немногих центров духовной жизни Подмосковья. Впоследствии он привлёк к себе верующих и из Москвы, которые составили большую часть прихода.
В 1979 году настоятелем храма был назначен протоиерей Василий Изюмский. Родился в 1927 году в Сталинграде. Там же он жил во время войны. Был награждён медалью «За доблестный труд в Великой Отечественной войне». В 1944 году поступил на второй курс Московского православного богословского института, который был открыт в том же году в Новодевичьем монастыре. В 1947 году, окончив Богословский институт, женился и был рукоположён в сан диакона митрополитом Крутицким и Коломенским Николаем (Ярушевичем). Указом патриарха Алексия I Василий был назначен диаконом храма иконы Божией Матери «Всех скорбящих Радость» на Большой Ордынке в Москве. В 1949 году архиепископом Астраханским и Сталинградским Филиппом (Ставицким), у которого отец Василий с 1943 года проживал в качестве келейника, был рукоположён в сан священника с назначением настоятелем церкви Александра Невского города Сталинграда. C 1951 года отец Василий служил настоятелем церкви Благовещения города Зарайска Московской области. С 1954 по 1979 год служил настоятелем в храмах городов Бологое, Кашин, села Ильинское Калининской области. Под руководством отца Василия силами прихожан была восстановлена нижняя часть храма в Беседах, где был освящён престол в честь чудотворной иконы Божией Матери «Всех скорбящих Радость». Сама икона была украшена, помещена в центральной части верхнего храма, и почитается прихожанами и паломниками.
В начале 2000-х годов рядом с храмом в овраге, на месте источника была построена кирпичная надкладезная часовня, освящённая во имя пророка Илии, и купальня. Рядом разбит сад с цветами.

## Архитектура
Шатровый храм, поставленный на высоком подклете, с двумя симметричными приделами и белокаменной апсидой — одна из немногих сохранившихся усадебных шатровых построек конца XVI века. Храм имеет сходство с церковью Вознесения в Коломенском. Нижняя часть постройки сложена из белого камня, добывавшегося в Мячковских каменоломнях, шатёр выстроен из кирпича. Первоначально основание храма окружала каменная открытая ходовая паперть с одним задним входом, над которым высилась шатровая звонница. Обширная паперть соединяла два небольших пристроенных придела, освящённых во имя великомученика Феодора Стратилата, небесного покровителя царя Фёдора, и великомученика Димитрия Солунского, небесного покровителя Дмитрия Годунова, владельца Бесед. Третий придел, в подклете церкви, был освящён во имя преподобной Феодосии. В 1815 паперть была разобрана. В 1820 году построен более обширный северный придел в честь Покрова Пресвятой Богородицы. С южной стороны был пристроен небольшой придел во имя пророка Илии. В композиции и декоре памятника нашли отражение характерные особенности архитектуры «годуновской» эпохи. Однако трактовка объёма храма уникальна для конца XVI столетия, она ближе к постройкам эпохи царя Ивана Грозного и напоминает облик шатрового придела собора Покрова на Рву и Никиты Мученика в селе Елизарове. Повторены характерные черты этой группы храмов: четверик завершается полукруглыми кокошниками, над уровнем которых подняты тромпы. Кокошники меньшего размера закрывают грани восьмерика. Стены восьмерика украшены квадратными филёнками, шатёр венчается небольшой главкой на восьмигранном барабане также декорированном рядом полукруглых кокошников и восьмиконечным позолоченным крестом на полумесяце. В интерьере объёмно-пространственная композиция выявлена карнизами, отмечающими уровень четверика, а также рядом декоративных машикулей, акцентирующих переход от более широкой части восьмерика к более узкой, несущей шатёр. Трёхъярусная стройная шатровая колокольня в стиле позднего классицизма построена 1827 году. Завершение её аналогично завершению храма, только в уменьшенном виде, что создаёт гармоничный силуэт постройки в целом. Переход от восьмерика к шатру декорирован «готическими» вимпергами, два нижних яруса венчают декоративные фронтоны.

## Духовенство
- Настоятель — протоиерей Сергий Ефимов.
- Протоиерей Стефан Котруца.
- Священник Александр Тарабрин

## Святыни
- Особо почитаемая икона Божией Матери «Всех скорбящих Радость» (список) и др.[1]

## Престолы
- главный престол Рождества Христова
- придел пророка Илии. Под алтарём придела бьёт источник[3].
- северный придел Покрова Пресвятой Богородицы
- нижний придел в честь иконы Божией Матери «Всех скорбящих Радость»[1]

## Престольные праздники
- Рождество Христово — 25 декабря (7 января)
- иконы Божией Матери «Всех скорбящих Радость» — 24 октября (6 ноября)
- пророка Илии — 20 июля (2 августа)
- Покров Пресвятой Богородицы — 1 (14) октября[1]

## Деятельность
При храме еженедельно издаётся приходской листок «Прихожанин». Действует воскресная школа для трёх возрастных групп: дошкольного возраста, школьного возраста и взрослых. Преподаются Закон Божий, церковное пение, рукоделие. На церковном пении изучаются основные молитвы обиходных напевов, гласы, духовные песни. Организуются интеллектуальные игры для подростков, на которые приглашаются команды из других храмов. Ежемесячно проводится историко-литературный семинар «Словесник». Организуются детский и взрослый хоры, которые участвуют в богослужении и готовят концерты и спектакли к большим праздникам. Летом прихожане участвуют в велопробегах и ежемесячных многодневных паломнических поездках. На престольные праздники в Беседы приходят молящиеся из близлежащих сёл, Москвы и других городских округов Московской области.

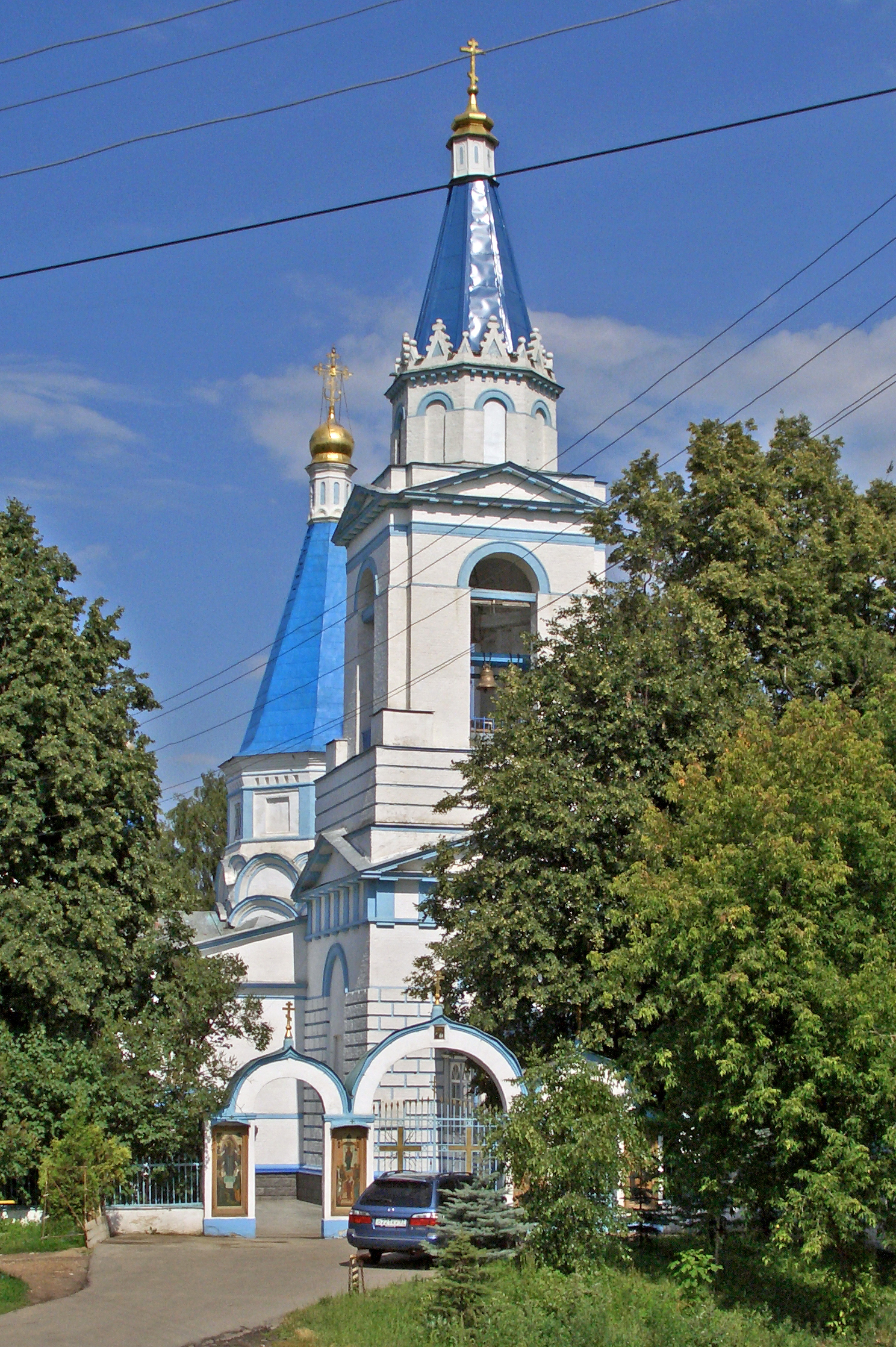
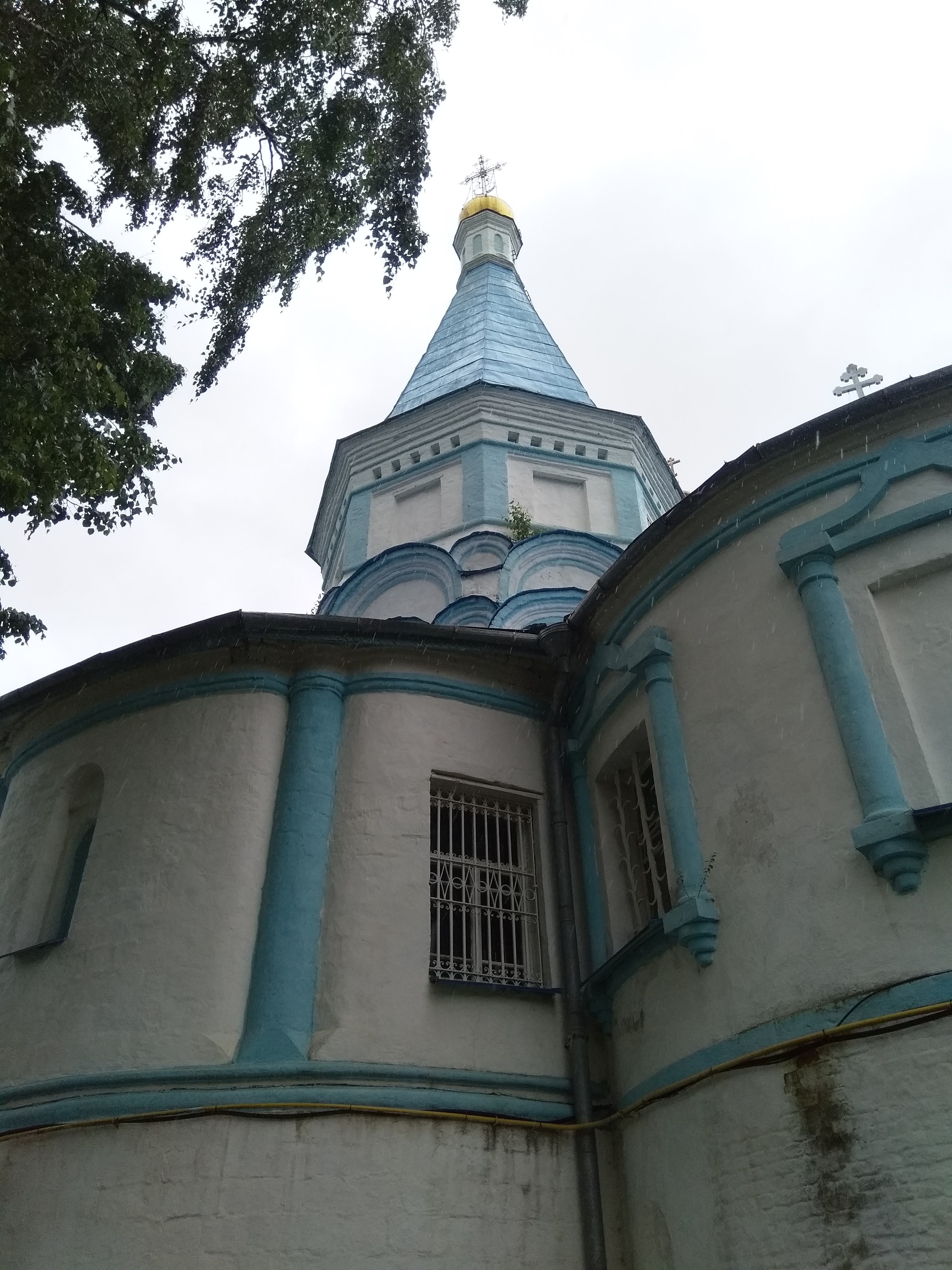
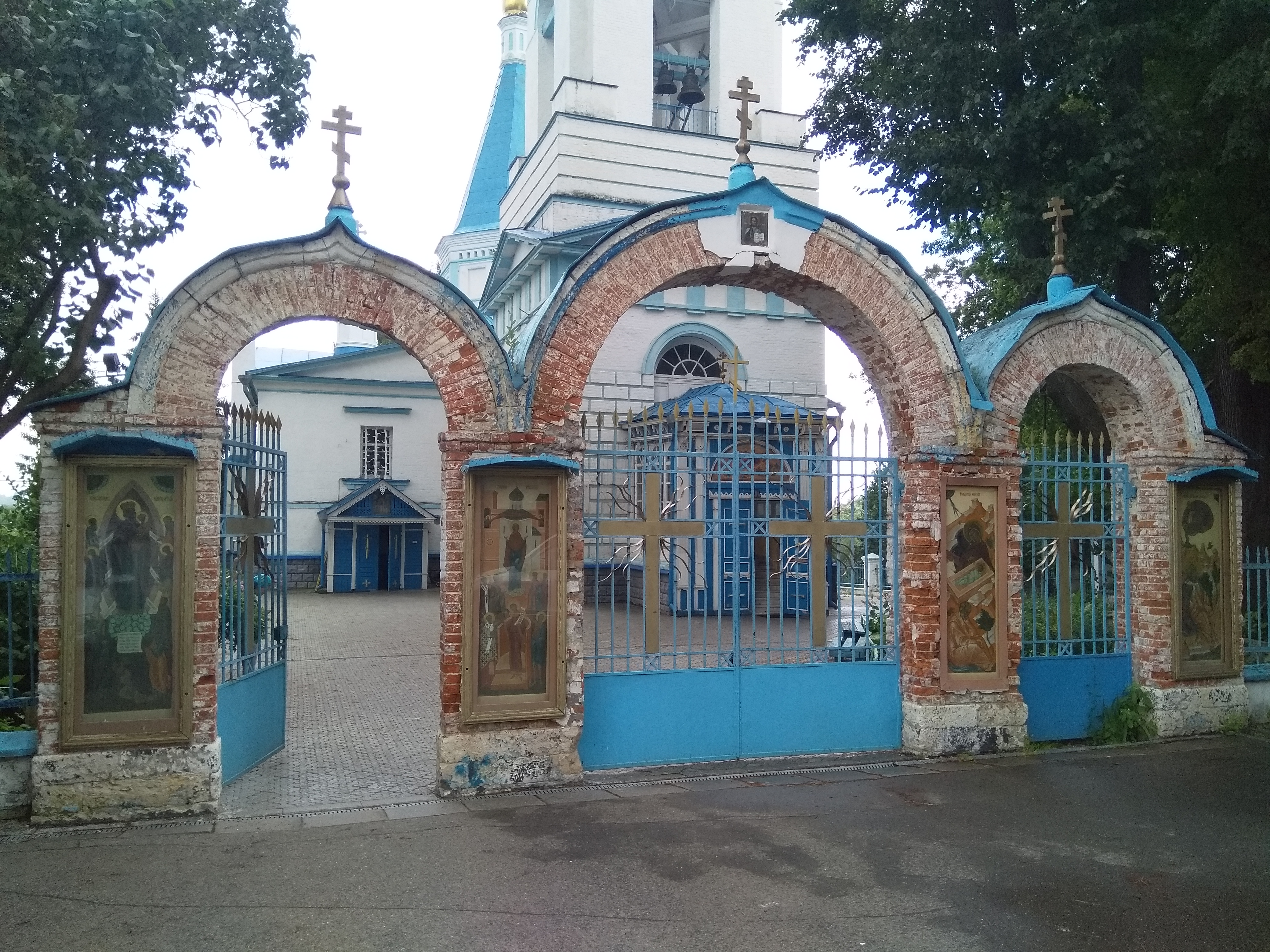
Ворота
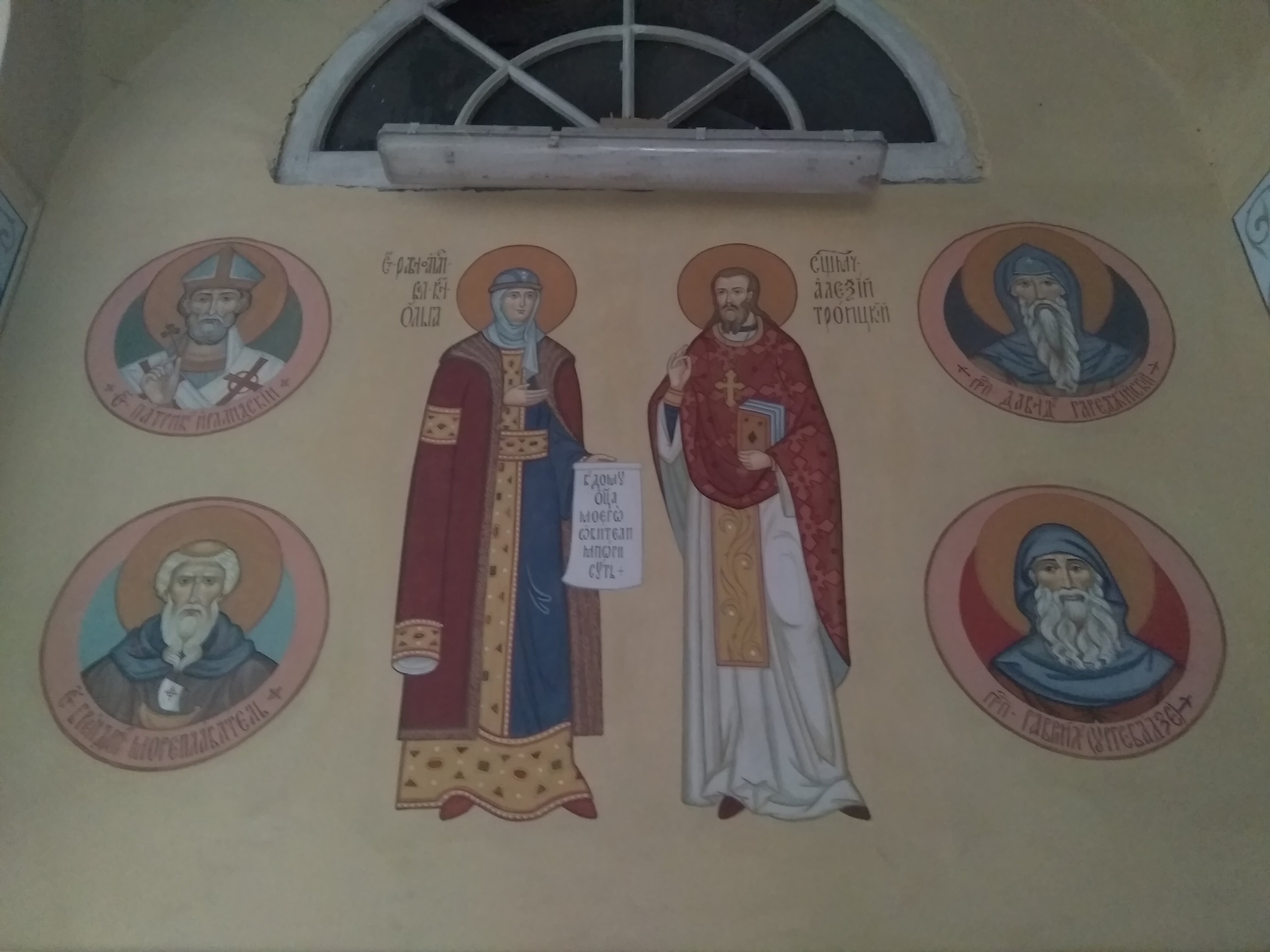
Современная роспись
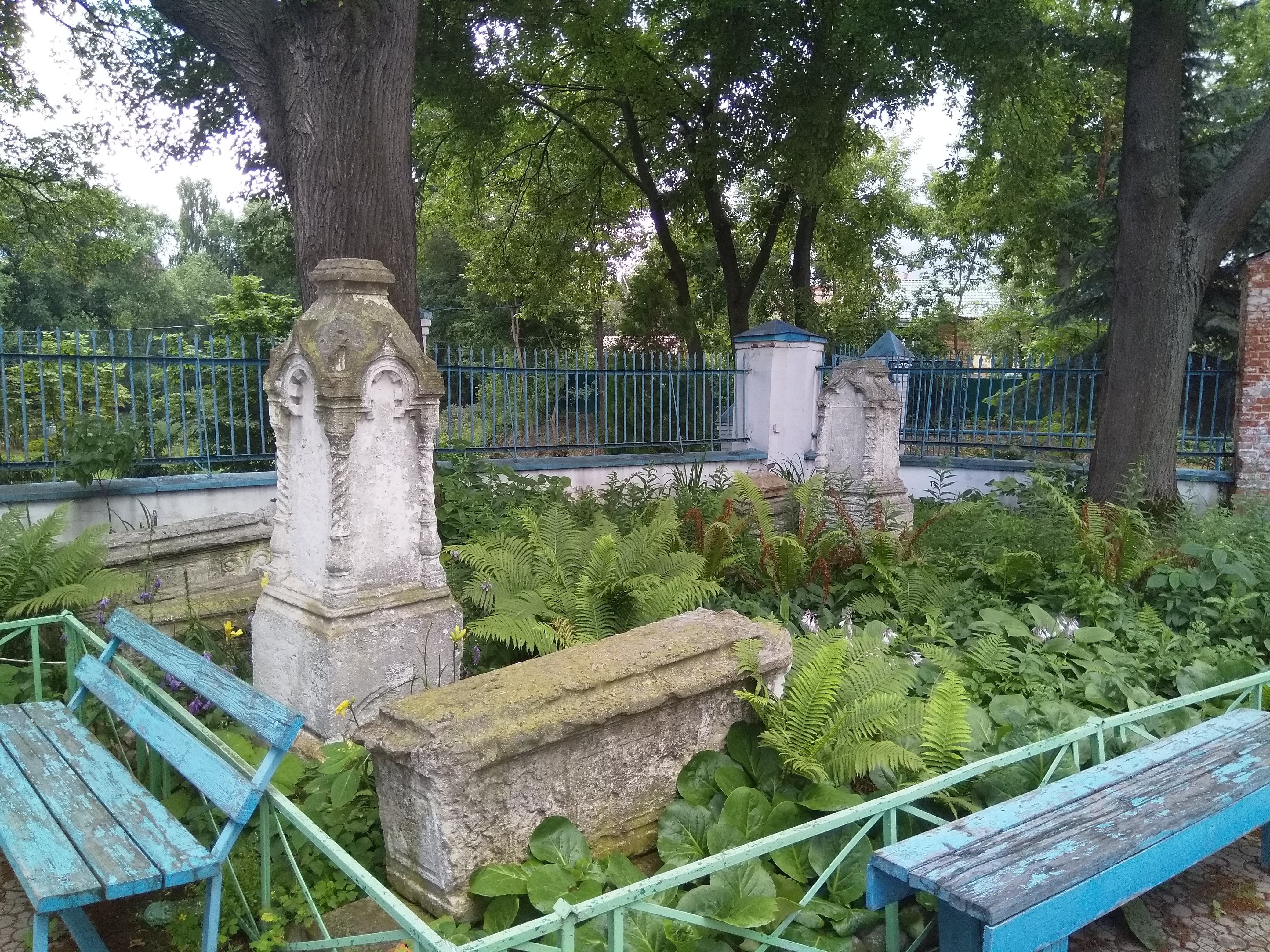
Надгробия
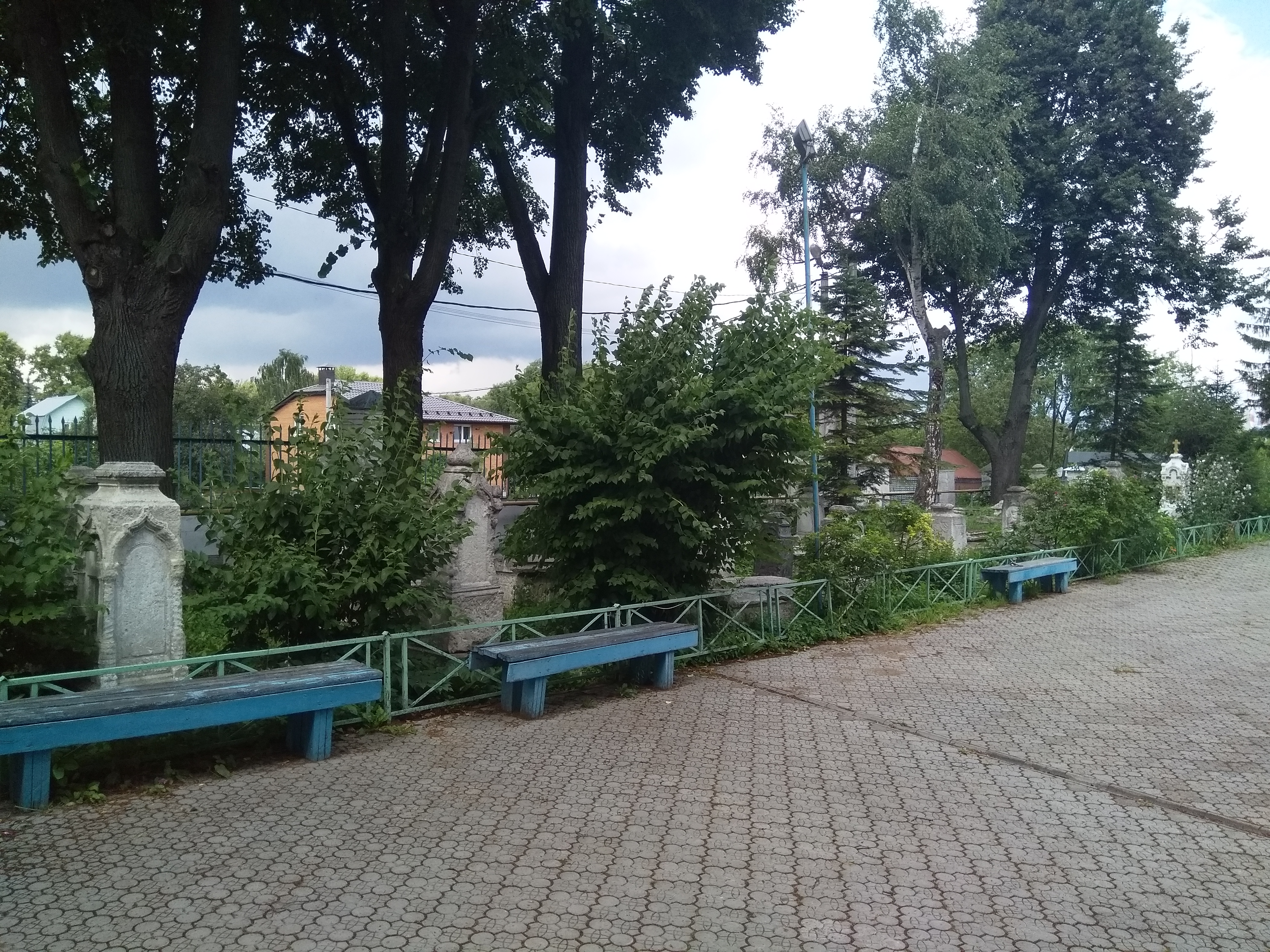
Надгробия
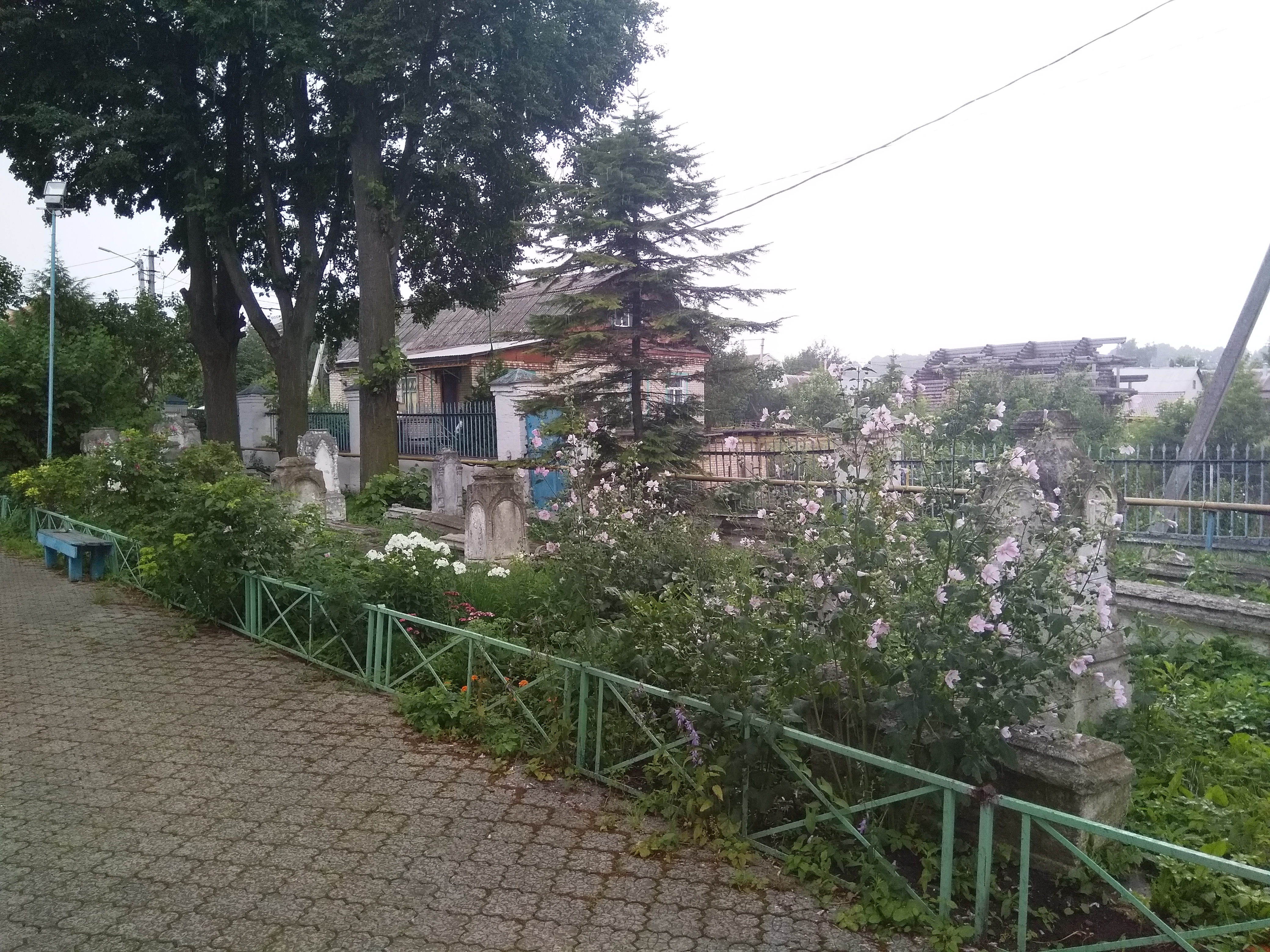
Надгробия
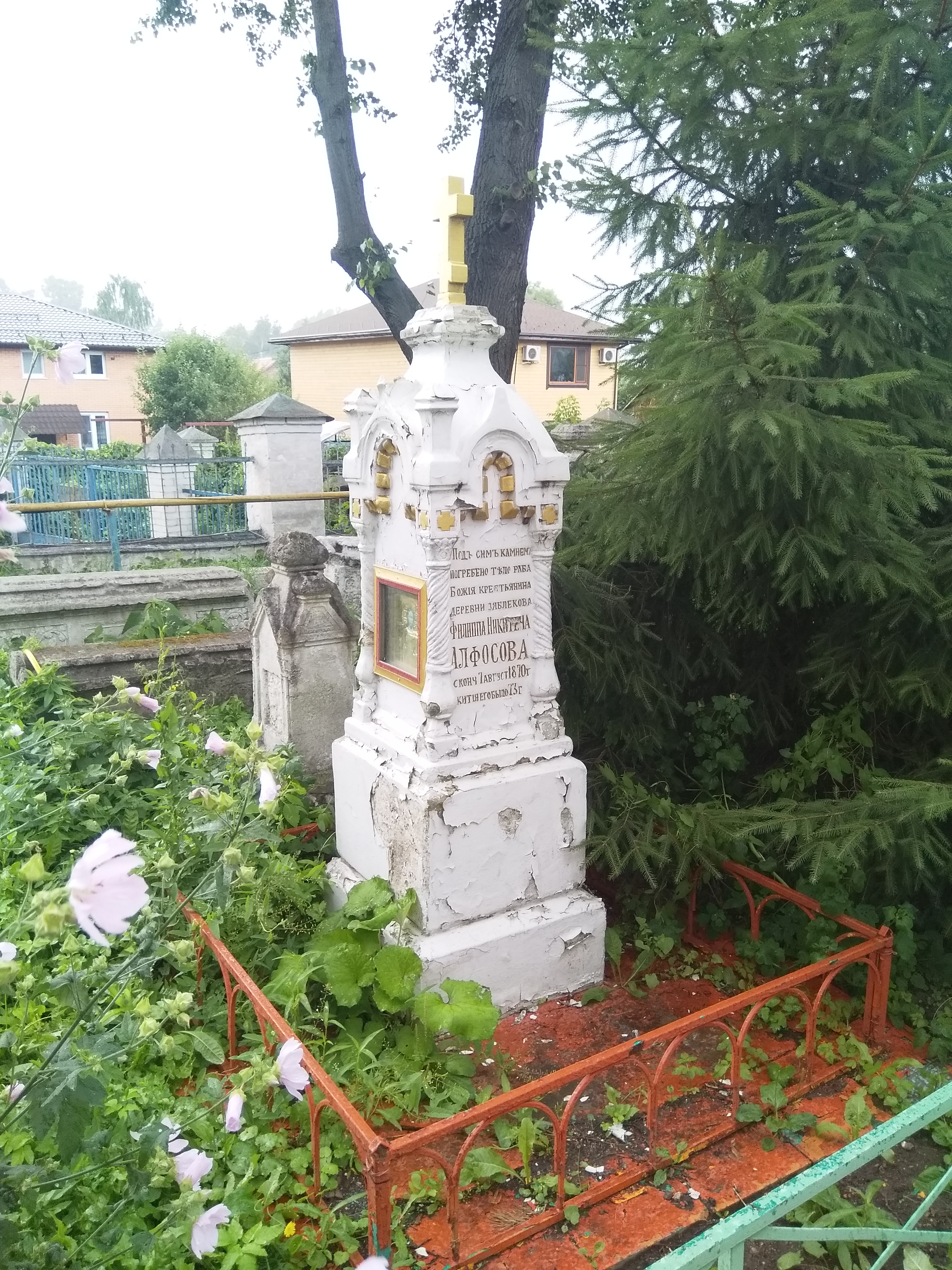
Надгробие крестьянина деревни Зяблекова Филиппа Никитеча Алфосова